# Ruinas de Huanchaca
Las ruinas de Huanchaca (quechua: puente de las penas) son el vestigio de una antigua fundición de plata, localizada en Antofagasta, Chile.
Fue declarado el 7 de enero de 1974 como Monumento Histórico Nacional, según el Decreto Supremo n.º 9 del Consejo de Monumentos Nacionales de Chile.

## Historia
En 1873 se fundó la Empresa Huanchaca de Bolivia: 171  para impulsar los trabajos de Mariano Ramírez. Faltos de capital para continuar los trabajos, acudieron a capitalistas chilenos, los que fundaron la Compañía Huanchaca de Bolivia con un capital de 6.000.000 bolivianos, la moneda oficial de Bolivia en aquel entonces. Con el capital fresco se inició una explotación a gran escala que ya en el primer año entregó un dividendo de 1.000.000 bolivianos.: 173 
Las ruinas de Huanchaca fueron los cimientos estructurales del establecimiento industrial Playa Blanca de la Compañía Minera de Huanchaca de Bolivia (empresa de intereses bolivianos, chilenos e ingleses). Esta compañía era dueña de las minas de plata de Pulacayo (a 10 km al noroeste de Uyuni) y Oruro, de donde llegaba el mineral hasta Antofagasta.
Comenzó su construcción en 1888, tras el acuerdo pactado entre la Compañía Minera de Huanchaca y la Compañía de Salitres y Ferrocarril de Antofagasta (tras las negociaciones entre el chileno Melchor de Concha y Toro  y el boliviano Aniceto Arce) para el transporte del mineral desde las minas bolivianas hasta la futura refinadora en suelo antofagastino. En abril de 1889, Arturo Wendt y A. Gmehling entregaron los planos de la construcción.
Las obras se retrasaron producto del retraso en la fabricación de las maquinarias. Las obras tuvieron un costo de $6.500.000, pese a que inicialmente se estimó que costaría solamente $ 1.000.000 levantar el recinto metalúrgico. El establecimiento industrial fue inaugurado en 1892. Entró en funcionamiento el 26 de febrero de 1893, realizando la actividad de amalgamación y refinación de los minerales de plata, recibiendo 200 toneladas diarias de material, lo que producía 3,85 toneladas de plata mensuales. La empresa llegó a emplear más de 1200 trabajadores.
Debido a lo poco beneficioso desde el punto de vista económico, la empresa cesó en 1902 sus actividades, producto de la inestabilidad de los precios de la plata en el mercado mundial y a que su tecnología fue superada. Además, la mina de Pulacayo sufrió la inundación de su yacimiento, la cual no se pudo recuperar. Tras esto, se llevó a cabo el desarme y remate del patrimonio.

### Monumento

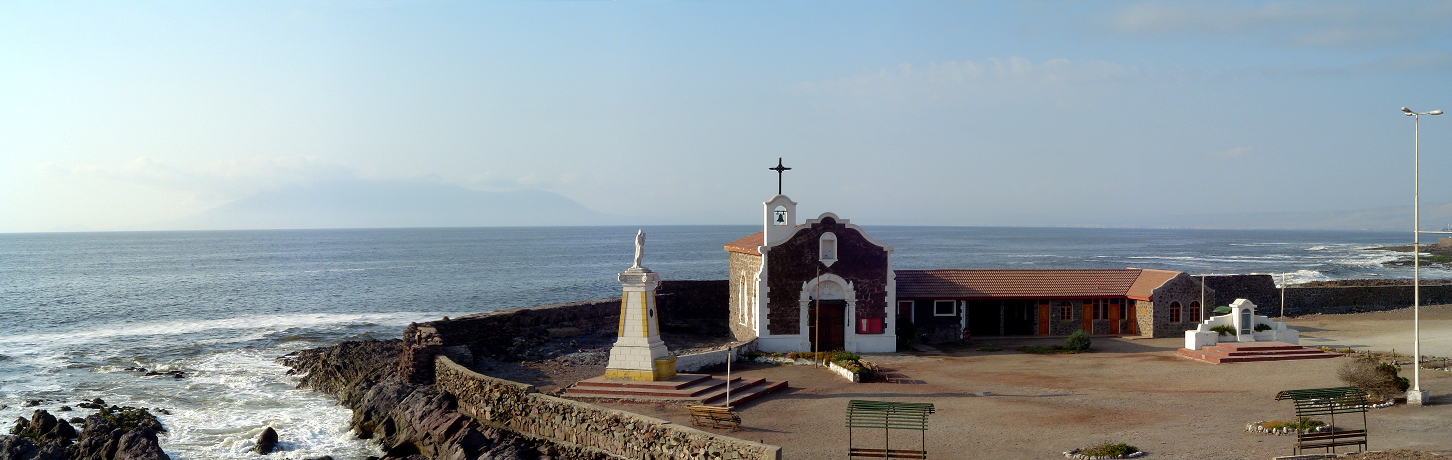
La antigua sala de máquinas de la fundición se convirtió en la actual capilla militar Nuestra Señora del Carmen, propiedad del ejército.

La sala de máquinas fue transferida a propiedad de la I División del Ejército de Chile, unidad que la utilizó para levantar la Capilla Militar Nuestra Señora del Carmen, la cual fue inaugurada el 30 de noviembre de 1942.
Tras años a manos del Fisco de Chile, la mayor parte fue transferida a propiedad de la Universidad del Norte (hoy llamada Universidad Católica del Norte) el año 1964. Fueron declaradas Monumento Histórico Nacional el 7 de enero de 1974.
Tras la confirmación del 14 de julio de 2006 por parte de la Superintendencia de Casinos de Juego de Chile, el grupo AM Corp se adjudicó la licencia de casino bajo el proyecto Enjoy Antofagasta. Este proyecto construyó un casino de juegos frente al monumento histórico, además creó el Parque Cultural Huanchaca, compuesto por el Museo del Desierto de Atacama (obra de los arquitectos Ramón Coz, Marco Polidura, Eugenia Soto e Iñaki Volante), además de un pequeño anfiteatro. Para la administración del recinto, se creó la Fundación Ruinas de Huanchaca, sociedad entre el casino y la universidad.

## Arquitectura
Lo que hoy queda es simplemente parte de lo que fue la fundición de plata y corresponde a gruesas paredes de piedra andesita rojiza.
En el año de su construcción, era la refinadora más moderna de Sudamérica. Contaba con una central eléctrica propia para el suministro de las faenas y la maestranza. El alumbrado del barrio era proporcionado por una fábrica de gas, también propiedad de la compañía.
Hoy en día, las ruinas poseen cuatro sectores diferenciables: la gran masa central corresponde a lo que fueron las oficinas y maestranza de la compañía, el bloque ubicado en Avenida Argentina que corresponde a un horno de la refinadora, las escaleras ubicadas frente al horno y la Casa de Piedra (actualmente la Capilla Militar Nuestra Señora del Carmen).

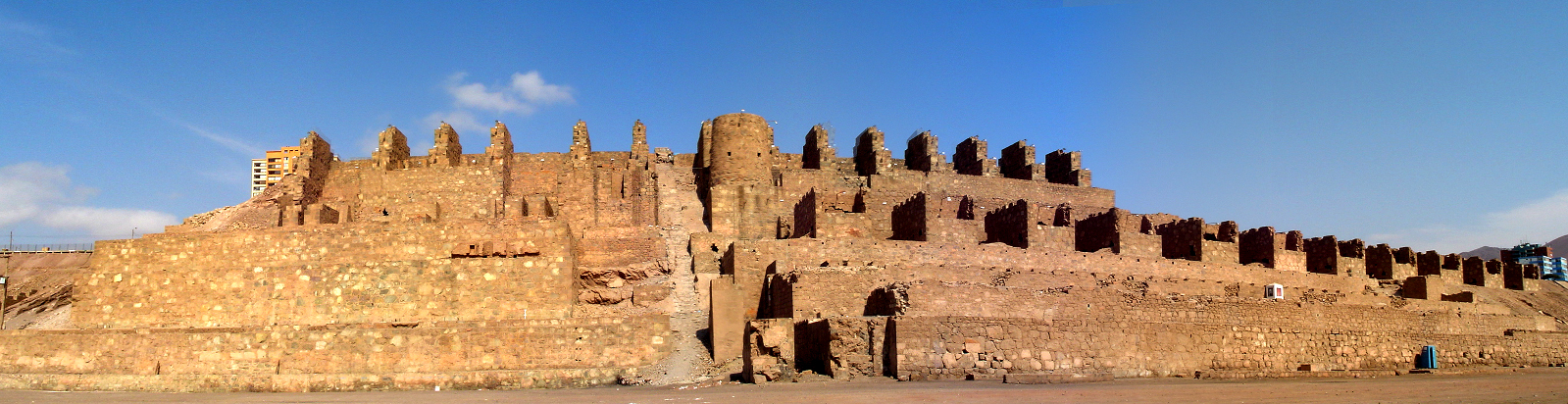
Paredes de andesita, único vestigio de la antigua fundición de plata de Huanchaca.

## Eventos
Anualmente, desde 1993, se realiza el tradicional Concierto de Navidad en la explanada ubicada a los pies de las Ruinas de Huanchaca. La presentación está a cargo del Coro Croata Jadran y la Orquesta Sinfónica de Antofagasta. Esta fue una iniciativa del Dr Antonio Ilic, quien en aquel entonces era Concejal de Antofagasta y presidente del coro croata Jadran, propuso realizar el concierto navideño en el monumento histórico. 
La iniciativa cuenta con la organización del Coro Croata Jadran, la Universidad Católica del Norte, Municipalidad de Antofagasta a través de su Corporación Cultural y el apoyo de Minera Escondida.
La jornada es coronada finalmente con una presentación pirotécnica de 30 min.
Con la realización del Concierto de Navidad, se puso el énfasis de recuperar el lugar.
Con la llegada de Enjoy y la puesta en marcha del Parque Cultural, se han realizado diversos eventos y espectáculos como la "muñeca de Cobre" a través de "Antofa a Mil", conciertos de artistas como: Luis Miguel, Chayanne, Marc Antony, Ricardo Arjona, Mon Laferte, Illapu, Eva Ayllon, Inti Illimani, Los Jaivas, entre otros.
En febrero de 2015 se realizó en este lugar el Festival de Antofagasta con motivo del aniversario de la ciudad. El evento fue organizado por la Municipalidad de Antofagasta y transmitido por Canal 13. En dicho festival contó con artistas de renombre como Franco de Vita, Wisin, entre otros.

## Acceso
Las ruinas de Huanchaca se encuentran dentro del Parque Cultural Huanchaca, ubicado en Avenida Angamos 01606, frente al casino Enjoy Antofagasta. Se puede acceder por transporte público mediante las líneas de microbuses 102, 103, 104, 107, 119, 121 y 129 del TransAntofagasta.
El recinto se encuentra abierto de martes a domingo, de 10:00 a 13:00 h y de 14:30 a 19:00 h. Su entrada es liberada.